# Boris Ilitsj Tobis
Boris Ilitsj Tobis (Russisch: Борис Ильич Тобис) (1940 – 1994) was een Russisch componist.

## Biografie
Tobis studeerde vanaf 1958 muziek aan het Moskou Conservatorium P. I. Tsjaikovski (Russisch: Московская Государственная Консерватория им. П.И.Чайковского) in Moskou. Zijn leraren waren daar compositie G.S.Frida, solfège V.G.Zhadanovoj, piano M.A.Vajsborda. De grote bundel van Russische volksliederen had een belangrijke invloed op zijn compositorisch oeuvre. Hij leefde in Moskou als freelance-componist.

## Compositie

### Werken voor harmonieorkest
- Divertimento no. 2
- Наигрыш - De volksdansmelodie
- Интонирование - Intonirovanie
- коротеньких - Koroten'kih

### Werken voor koren
- гармонизовал - Garmonizoval, voor gemengd koor

- Gemeinsame Normdatei: 105613092X
- Nationale Bibliotheek van Letland: 000166154
- Virtual International Authority File: 305094311
- WorldCat: E39PBJpPFdTTgWDgCc4Tfw74MP